# Charles Geach
Charles Geach était un banquier anglais du XIXe siècle, qui a fondé en août 1836 à Birmingham la Midland Bank.

## Biographie
Charles Geach est né en 1808 dans les Cornouailles. Grâce à la recommandation de son oncle, le capitaine Gichard, maire d'un village des Cornouailles, il a obtenu son premier emploi, à Londres en 1825, comme employé de la Banque d'Angleterre, dont il devient le directeur de succursale à Birmingham, où il s'est installé à l'âge de 18 ans en 1826.
Charles Geach fonde ensuite la Midland Bank en 1836 avec un capital de 28 000 sterling.
En 1842, les industriels de la région sont confrontés aux difficultés financières d'un aciériste victime du premier krach des chemins de fer, qui a fait chuter le prix de la tonne d'acier de 10 sterling à environ 5 sterling, la « Park Gate iron manufacturing company ». Charles Geach rachète la majorité du capital, avec l'aide de son ami Joshua Scholefield, alors l'un des directeurs de la société, et en association avec Samuel Beale. La société profite ensuite de la railway mania qui saisit l'Angleterre entre 1844 et 1846, puis débouche sur le Krach de 1847. Le réseau ferré en Europe est passé de 175 kilomètres en 1830 à 9 200 kilomètres en 1845. L'Angleterre en réunit 4 900 kilomètres à elle seule, chiffre qui vient d'augmenter de 50 % en un an. Charles Geach reçoit alors des commandes pour 30 000 tonnes de rails, au prix unitaire de 12 sterling la tonne, en provenance du magnant du rail George Hudson.
Conseiller municipal de Birmingham dès les années 1830 et impliqué dans l'agitation des industriels libre-échangistes contre les Corn Laws, il a été élu maire de Birmingham en 1847 et député de Coventry en 1851.